# Сулейменов, Ильяс Дуйсенович
Ильяс Дуйсенович Сулейменов (род. 29 марта 1991, Краснознаменское, Целиноградская область, Казахская ССР, СССР). Выпускник РШИОСД-2009 (Республиканская школа интернат для одаренных в спорте детей имени Хаджимукана Мунайтпасова города Астаны) — казахский боксёр-любитель. Серебряный призёр чемпионата Азии 2011 года и чемпион Азиатских игр 2014 года. Мастер спорта Республики Казахстан международного класса.

## Биография
Занимается боксом с 2002 года. Тренируется в Астане под руководством Акылбека Нурмагамбетова.

## Карьера
Финалист Чемпионата мира среди военнослужащих-2010.
Серебряный призёр чемпионата Азии 2011 года в Инчхоне (Южная Корея). В финале уступил китайцу Чанг Йонгу.
Победитель олимпийского квалификационного континентального турнира-2012 от Азии.
2012, май — победитель Кубка Президента РК-2012
.
2012, август — участник Олимпиады 2012 года в Лондоне. Выиграл в первом бою у шведа, но затем проиграл чемпиону Европы-2011 Эндрю Селби.
2012, ноябрь — чемпион Казахстана в весе 52 кг (Астана).
2014, октябрь — чемпион Летних Азиатских игр в Инчхоне (Южная Корея). В финале победил вице-чемпиона Азии-2013 узбека Шахобиддина Зоирова.
2017, июнь — вторично выиграл Кубок Президента РК в Астане, в финале обыграл филиппинца Марио Фернандеса.
2017, ноябрь — вторично стал чемпионом Казахстана уже в весе 56 кг (Шымкент).